# Die Zucht
Die Zucht war eine DDR-Punkband. Sie wurde im Februar 1984 in Leipzig gegründet und war die Vorgängergruppe von Die Art.

## Geschichte
Die Zucht ging aus der 1982 von Jan Hohmann, Thomas Stephan und André Friedrich gegründeten Band TASS hervor.
Die erste Besetzung waren: Thomas Stephan (Schlagzeug), André Friedrich (Gitarre), Tilo Hartig (Gitarre), Makarios (Gesang) und Jan Hohmann (Bass). Später waren noch Harald Martin (Keyboards), Christoph Heinemann (Bass) und Konrad Katschinka (Saxophon) in der Band. Oley, Heinemann, Friedrich und Stephan bildeten später die Urbesetzung von Die Art.
Schon kurze Zeit nach ihrer Gründung musste die Band umbenannt werden, da es Probleme mit der Staatsmacht gab und eine damals übliche Einstufung unmöglich gewesen wäre. Um in der DDR live und offiziell spielen zu können, brauchte man eine Einstufung als Musiker. Dazu musste die Band vor einer Einstufungskommission auftreten, die den Bandnamen als „unsozialistisch“ kritisierte. Bei Umbenennung sei die Spielerlaubnis jedoch kein Problem. Der neue Bandname war eine spontane Idee des Schlagzeugers.
Die Band spielte typischen 1980er Wavepunk. Als stilistisch vergleichbare Beispiele seien Fehlfarben, Joy Division oder alte The Cure genannt. Die Songs hatten alle deutsche Texte, die sich auch kritisch mit der Situation der Jugend in der DDR auseinandersetzten. Damals entstand schon der spätere Die-Art-Klassiker Endlos. Der Song Himmel aus Samt wurde auf der Die-Art-Clubversionstournee 2005 wieder gespielt. Am Ende desselben Jahres kam dann eine Bootleg-LP mit dem letzten Konzert Die Zucht heraus.
Im September 2019 fand sich Die Zucht für ein Konzert erstmals wieder zusammen, ein dazugehöriger Tonträger wurde ebenfalls angekündigt. Am 4. Dezember 2020 erschien das Debütalbum Heimatlied auf Major Label.